# Haomen (ort i Kina, Qinghai Sheng, lat 37,38, long 101,62)
Haomen (kinesiska: 浩门镇) är en ort i Kina. Den ligger i provinsen Qinghai, i den nordvästra delen av landet, omkring 84 kilometer norr om provinshuvudstaden Xining. Antalet invånare är 36 515. Befolkningen består av 17 047 kvinnor och 19 468 män. Barn under 15 år utgör 20,0 %, vuxna 15-64 år 73 %, och äldre över 65 år 5,0 %.
Runt Haomen är det ganska tätbefolkat, med 65 invånare per kvadratkilometer. Haomen är det största samhället i trakten. Trakten runt Haomen består i huvudsak av gräsmarker.
Genomsnittlig årsnederbörd är 644 millimeter. Den regnigaste månaden är juli, med i genomsnitt 149 mm nederbörd, och den torraste är januari, med 2 mm nederbörd.